# Nati nel 1966/Febbraio
| Questa pagina contiene informazioni ricavate automaticamente dalle voci biografiche con l'ausilio del template Bio e di un bot. L'aggiornamento è periodico e automatico e ricostruisce completamente la pagina. Se manca una persona in questa lista, sei pregato di non aggiungerla, ma accertati piuttosto che la sua voce biografica contenga il template Bio e che i dati anagrafici siano correttamente compilati. Se il template Bio manca, inseriscilo tu stesso o, in alternativa, metti l'avviso {{tmp\|Bio}} che ne segnala la mancanza. Se i dati riportati sono sbagliati, correggi direttamente la voce biografica; le modifiche saranno visibili in questa lista entro pochi giorni. Per chiarimenti vedi il progetto biografie. La lista contiene solo le 301 persone che sono citate nell'enciclopedia e per le quali è stato implementato correttamente il template Bio. Pagina aggiornata al 18 ago 2025. |

- 1º febbraio - Michelle Akers, ex calciatrice statunitense
- 1º febbraio - Vasilīs Dīmītriadīs, ex calciatore greco
- 1º febbraio - Laurent Garnier, disc jockey francese
- 1º febbraio - Nicola Giuliano, produttore cinematografico italiano
- 1º febbraio - Guan Ping, ex marciatrice cinese
- 1º febbraio - Kim Jong-hwan, cantautore sudcoreano
- 1º febbraio - Antonella Landi, blogger e scrittrice italiana
- 1º febbraio - Rob Lee, ex calciatore inglese
- 1º febbraio - José Nieves, ex cestista portoricano
- 1º febbraio - Elena Nikolaeva, ex marciatrice russa
- 1º febbraio - Fabio Pinelli, avvocato italiano
- 1º febbraio - Andrea Seno, dirigente sportivo e ex calciatore italiano
- 1º febbraio - Krzysztof Siemion, ex sollevatore polacco
- 1º febbraio - Kōnosuke Uda, regista giapponese
- 1º febbraio - Kyros Vassaras, ex arbitro di calcio greco
- 2 febbraio - Sakīs Andreou, ex calciatore cipriota
- 2 febbraio - Robert DeLeo, musicista statunitense
- 2 febbraio - Adam Ferrara, attore e conduttore televisivo statunitense
- 2 febbraio - Marzena Frąszczak, ex cestista polacca
- 2 febbraio - Scott Haffner, ex cestista statunitense
- 2 febbraio - Robert Hedin, ex pallamanista e allenatore di pallamano svedese
- 2 febbraio - Richard Morton, ex cestista e allenatore di pallacanestro statunitense
- 2 febbraio - Blas Romero, ex calciatore paraguaiano
- 2 febbraio - Giovanni Spataro, ex cestista italiano
- 2 febbraio - Kazuya Tsurumaki, regista, animatore e sceneggiatore giapponese
- 2 febbraio - Giulia Weber, attrice italiana
- 2 febbraio - Mohammad Ali Zolfigol, docente e politico iraniano
- 2 febbraio - Andrej Česnokov, ex tennista sovietico
- 3 febbraio - Martino Albonetti, politico italiano
- 3 febbraio - Gianni Biondillo, scrittore, drammaturgo e architetto italiano
- 3 febbraio - Susanna Donatella Campione, politica italiana
- 3 febbraio - Frank Coraci, regista e sceneggiatore statunitense
- 3 febbraio - Wendell Davis, ex giocatore di football americano statunitense
- 3 febbraio - Jean-Jacques Eydelie, allenatore di calcio e ex calciatore francese
- 3 febbraio - Danny Herman, ex cestista belga
- 3 febbraio - Luca Mantoan, allenatore di pallavolo e ex pallavolista italiano
- 3 febbraio - Kōstas Patavoukas, ex cestista e allenatore di pallacanestro greco
- 3 febbraio - Steve Pink, attore, sceneggiatore e regista statunitense
- 3 febbraio - Alena Švajbovič, ex cestista sovietica
- 3 febbraio - Bruno Vitiello, scrittore italiano
- 4 febbraio - Marco Costa, dirigente d'azienda italiano
- 4 febbraio - Vjačeslav Ekimov, dirigente sportivo, ex ciclista su strada e pistard russo
- 4 febbraio - Asbjørn Helgeland, dirigente sportivo e ex calciatore norvegese
- 4 febbraio - Niels Henriksen, ex canottiere danese
- 4 febbraio - Kyōko Koizumi, cantante e attrice giapponese
- 4 febbraio - María Jesús Montero, medica e politica spagnola
- 4 febbraio - Egidio Notaristefano, allenatore di calcio e ex calciatore italiano
- 4 febbraio - Marjut Rolig, ex fondista e dirigente sportiva finlandese
- 4 febbraio - Guy Spier, imprenditore svizzero
- 4 febbraio - Battista Tomasoni, ex sciatore alpino italiano
- 5 febbraio - Gennaro Carotenuto, storico e giornalista italiano
- 5 febbraio - Natal'ja Kaspersky, imprenditrice russa
- 5 febbraio - Stojan Ivković, ex cestista e allenatore di pallacanestro montenegrino
- 5 febbraio - Nicklas Kroon, ex tennista svedese
- 5 febbraio - José María Olazábal, golfista spagnolo
- 5 febbraio - Misty Oldland, cantautrice e produttrice discografica britannica
- 5 febbraio - Roberto Onorati, dirigente sportivo e ex calciatore italiano
- 5 febbraio - Rok Petrovič, sciatore alpino sloveno († 1993)
- 5 febbraio - Dan Serfaty, imprenditore francese
- 5 febbraio - Vincent Tulli, attore francese
- 5 febbraio - Vivian Wu, attrice cinese
- 6 febbraio - Ramón Álvarez, giocatore di calcio a 5 argentino
- 6 febbraio - Rick Astley, cantautore britannico
- 6 febbraio - Carlo Doria, politico italiano
- 6 febbraio - Larry Grenadier, contrabbassista statunitense
- 6 febbraio - Ingo Lesser, ex saltatore con gli sci tedesco
- 6 febbraio - Shim Hye-jin, attrice sudcoreana
- 6 febbraio - Alexander Szelig, bobbista tedesco
- 6 febbraio - Tom Tupa, ex giocatore di football americano statunitense
- 7 febbraio - Horacio Del Federico, allenatore di pallavolo e ex pallavolista argentino
- 7 febbraio - Cristina Garavaglia, attrice e modella italiana
- 7 febbraio - Phillip Gyau, allenatore di calcio, ex calciatore e ex giocatore di beach soccer statunitense
- 7 febbraio - Claude Issorat, ex atleta paralimpico francese
- 7 febbraio - Eric Johnson, ex cestista statunitense
- 7 febbraio - Jyrki Järvi, ex velista finlandese
- 7 febbraio - Andrej Mal'cev, allenatore di pallacanestro e ex cestista russo
- 7 febbraio - Tiziano Motti, politico e musicista italiano
- 7 febbraio - Álvaro Muñoz, ex giocatore di calcio a 5 spagnolo
- 7 febbraio - Kristin Otto, ex nuotatrice tedesca
- 7 febbraio - Jorge Pellicer, allenatore di calcio e ex calciatore cileno
- 7 febbraio - Luketz Swartbooi, ex maratoneta namibiano
- 7 febbraio - Shōu Tajima, fumettista giapponese
- 7 febbraio - Vasilīs Tsapropoulos, pianista e compositore greco
- 7 febbraio - Manuela Villa, cantante italiana
- 7 febbraio - Monika Weber-Koszto, ex schermitrice rumena
- 7 febbraio - Ludwig Willems, ex ciclista su strada belga
- 7 febbraio - Francisco Zapata, ex cestista spagnolo
- 8 febbraio - Alex Antonitsch, ex tennista austriaco
- 8 febbraio - Arantxa Aranguren, attrice spagnola
- 8 febbraio - Alberto Cottica, fisarmonicista italiano
- 8 febbraio - Luca Dal Fabbro, ingegnere e dirigente d'azienda italiano
- 8 febbraio - Laura Gori, ex cestista italiana
- 8 febbraio - Sean Harris, attore britannico
- 8 febbraio - Jan Karlsson, ex ciclista su strada svedese
- 8 febbraio - Bruno Labbadia, allenatore di calcio e ex calciatore tedesco
- 8 febbraio - Kirk Muller, allenatore di hockey su ghiaccio e ex hockeista su ghiaccio canadese
- 8 febbraio - Jimmy Phillips, allenatore di calcio e ex calciatore inglese
- 8 febbraio - Hristo Stoičkov, ex calciatore e allenatore di calcio bulgaro
- 8 febbraio - Giampiero Valsania, ex pallavolista italiano
- 8 febbraio - Adelir Antônio de Carli, presbitero brasiliano († 2008)
- 9 febbraio - Stein Amundsen, ex calciatore norvegese
- 9 febbraio - Marco Ciardi, allenatore di calcio a 5 e ex giocatore di calcio a 5 italiano
- 9 febbraio - Tat'jana Golikova, politica e economista russa
- 9 febbraio - Christoph Maria Herbst, attore tedesco
- 9 febbraio - Ellen van Langen, ex mezzofondista olandese
- 9 febbraio - Petri Niiranen, ex cestista finlandese
- 9 febbraio - Denis Rey, ex sciatore alpino francese
- 9 febbraio - Domitilla Savignoni, giornalista, conduttrice televisiva e ex ginnasta italiana
- 9 febbraio - Andrew Phillip Smith, scrittore e editore britannico
- 9 febbraio - Beata Szałwińska, pianista polacca
- 9 febbraio - Satoshi Urushihara, fumettista, illustratore e character designer giapponese
- 9 febbraio - Francesco Vedovati, casting director italiano
- 10 febbraio - Heiko Bonan, allenatore di calcio e ex calciatore tedesco orientale
- 10 febbraio - Marina Alessandra Calegari, sciatrice nautica italiana
- 10 febbraio - Stefan Emmerling, allenatore di calcio e ex calciatore tedesco
- 10 febbraio - Jeffrey Michael Fleming, vescovo cattolico statunitense
- 10 febbraio - Alessandro Heffler, pubblicitario e montatore italiano
- 10 febbraio - Daryl Johnston, ex giocatore di football americano statunitense
- 10 febbraio - Gary McKinnon, programmatore e hacker britannico
- 10 febbraio - Renata Przemyk, cantante polacca
- 10 febbraio - Andrea Silenzi, dirigente sportivo e ex calciatore italiano
- 11 febbraio - Ugo Biggeri, economista e attivista italiano
- 11 febbraio - Armen Chakmakian, musicista, compositore e produttore discografico statunitense
- 11 febbraio - Cristina Grigoraș, ex ginnasta rumena
- 11 febbraio - Tummas Hansen, ex calciatore faroese
- 11 febbraio - Patrik Kühnen, allenatore di tennis e ex tennista tedesco
- 11 febbraio - Dieudonné M'bala M'bala, comico, cabarettista e attore francese
- 11 febbraio - Federico Sturzenegger, economista e politico argentino
- 11 febbraio - Norimoto Yoda, giocatore di go giapponese
- 11 febbraio - Petra Zindler, ex nuotatrice tedesca occidentale
- 12 febbraio - Mirco Badole, politico italiano
- 12 febbraio - Hanan El Tawil, attrice e cantante egiziana († 2004)
- 12 febbraio - Massimo Mariotto, dirigente sportivo e ex calciatore italiano
- 12 febbraio - Lochlyn Munro, attore canadese
- 12 febbraio - Leszek Pękalski, serial killer polacco
- 12 febbraio - Mario Javier Sabán, teologo argentino
- 12 febbraio - Modesto Soruco, ex calciatore boliviano
- 12 febbraio - William Téchoueyres, ex rugbista a 15 e imprenditore francese
- 12 febbraio - Vincenzo Torrente, allenatore di calcio e ex calciatore italiano
- 13 febbraio - Luca De Benedittis, sceneggiatore italiano
- 13 febbraio - Fausto Frigerio, ex lunghista e ostacolista italiano
- 13 febbraio - Neal McDonough, attore statunitense
- 13 febbraio - Alexandre Sterling, attore e cantante francese
- 13 febbraio - Jeff Waters, chitarrista canadese
- 14 febbraio - Ariel Beit Halahmy, allenatore di pallacanestro israeliano
- 14 febbraio - Pieralberto Carrara, ex biatleta italiano
- 14 febbraio - Gary Halpin, martellista e rugbista a 15 irlandese († 2021)
- 14 febbraio - Valerios Leōnidīs, ex sollevatore sovietico
- 14 febbraio - Monty McCutchen, arbitro di pallacanestro statunitense
- 14 febbraio - Eszter Mátéfi, ex pallamanista ungherese
- 14 febbraio - Petr Svoboda, ex hockeista su ghiaccio ceco
- 14 febbraio - Jessica Yu, regista statunitense
- 15 febbraio - Ezequiel Bitok, ex maratoneta e mezzofondista keniota
- 15 febbraio - Dominique Blanchet, vescovo cattolico francese
- 15 febbraio - Rob Boyd, allenatore di sci alpino e ex sciatore alpino canadese
- 15 febbraio - Petra Huber, ex tennista austriaca
- 15 febbraio - Kim Myers, attrice statunitense
- 15 febbraio - Julián Ortiz, ex cestista spagnolo
- 15 febbraio - Stephen Ackles, cantante e musicista norvegese († 2023)
- 15 febbraio - Zhao Lin, ex calciatore e ex giocatore di calcio a 5 cinese
- 16 febbraio - Carlos Arroyo Ayala, ex calciatore spagnolo
- 16 febbraio - Carlo Berretta, attore italiano
- 16 febbraio - Wojciech Kurpiewski, canoista polacco († 2016)
- 16 febbraio - Noureddine Moukrim, ex calciatore marocchino
- 16 febbraio - Peter Neustädter, ex calciatore kazako
- 16 febbraio - Vítor Paneira, allenatore di calcio e ex calciatore portoghese
- 16 febbraio - Niklas Zennström, imprenditore e filantropo svedese
- 17 febbraio - Brian Andrews, cantante statunitense
- 17 febbraio - Paolo Angelini, regista, sceneggiatore e produttore cinematografico italiano
- 17 febbraio - Artan Bano, allenatore di calcio e ex calciatore albanese
- 17 febbraio - Ronny Bayer, ex cestista e allenatore di pallacanestro belga
- 17 febbraio - Jörg Bong, scrittore, editore e critico letterario tedesco
- 17 febbraio - Anna Ferruzzo, attrice italiana
- 17 febbraio - Giannīs Kalitzakīs, dirigente sportivo e ex calciatore greco
- 17 febbraio - Gábor Kubatov, politico, imprenditore e dirigente sportivo ungherese
- 17 febbraio - Albert Lanièce, politico italiano
- 17 febbraio - Michael LePond, bassista statunitense
- 17 febbraio - Franco Manzi, presbitero, biblista e teologo italiano
- 17 febbraio - Zbigniew Pawela, giocatore di calcio a 5 polacco
- 17 febbraio - Denez Prigent, cantautore francese
- 17 febbraio - Quorthon, cantante e musicista svedese († 2004)
- 17 febbraio - Robert Reid, copilota di rally britannico
- 17 febbraio - Luc Robitaille, ex hockeista su ghiaccio e dirigente sportivo canadese
- 17 febbraio - Michel Sauthier, allenatore di calcio e ex calciatore svizzero
- 17 febbraio - Jákup Simonsen, ex calciatore faroese
- 17 febbraio - Atle Skårdal, allenatore di sci alpino, ex sciatore alpino e dirigente sportivo norvegese
- 17 febbraio - Berglind Stefánsdóttir, docente islandese
- 17 febbraio - Alberto Toso Fei, scrittore, saggista e giornalista italiano
- 18 febbraio - Alfredo Cosentino, ex maratoneta italiano
- 18 febbraio - René van Eck, allenatore di calcio e ex calciatore olandese
- 18 febbraio - Danilo Gioia, ex ciclista su strada e mountain biker italiano
- 18 febbraio - Ed Guiney, produttore cinematografico irlandese
- 18 febbraio - Dmitrij Konyšev, dirigente sportivo e ex ciclista su strada russo
- 18 febbraio - Li Pi-hsia, ex cestista taiwanese
- 18 febbraio - Pasquale Logarzo, dirigente sportivo, allenatore di calcio e ex calciatore italiano
- 18 febbraio - Luis Ramos, ex calciatore venezuelano
- 18 febbraio - Tetsushi Tanaka, attore giapponese
- 19 febbraio - Annamaria Ancora, ex calciatrice italiana
- 19 febbraio - Justine Bateman, attrice, scrittrice e produttrice cinematografica statunitense
- 19 febbraio - Miroslav Đukić, allenatore di calcio e ex calciatore serbo
- 19 febbraio - Robert Egon, attore tedesco († 2010)
- 19 febbraio - Adelheid Gapp, ex sciatrice alpina austriaca
- 19 febbraio - Paul Haarhuis, allenatore di tennis e ex tennista olandese
- 19 febbraio - Antonio Poyatos, ex calciatore spagnolo
- 19 febbraio - Erik Richter, sceneggiatore e produttore televisivo statunitense
- 19 febbraio - Vincenzo Scifo, ex calciatore e allenatore di calcio belga
- 19 febbraio - Anders Torstensson, allenatore di calcio svedese
- 20 febbraio - Perica Bukić, ex pallanuotista croato
- 20 febbraio - Cindy Crawford, supermodella e attrice statunitense
- 20 febbraio - Urs Fischer, allenatore di calcio e ex calciatore svizzero
- 20 febbraio - Esther Haase, fotografa tedesca
- 20 febbraio - Terry Ilous, cantante francese
- 20 febbraio - Christina Meier, ex sciatrice alpina tedesca
- 20 febbraio - Dennis Mitchell, ex velocista statunitense
- 20 febbraio - Mudzar Mohamad, ex calciatore e ex giocatore di calcio a 5 malaysiano
- 20 febbraio - Rudolf Nierlich, sciatore alpino austriaco († 1991)
- 20 febbraio - Emily Nussbaum, critica televisiva statunitense
- 21 febbraio - Alessandro Bazan, pittore italiano
- 21 febbraio - Dejan Brđović, pallavolista e allenatore di pallavolo serbo († 2015)
- 21 febbraio - Nikki Charm, ex attrice pornografica statunitense
- 21 febbraio - Rachid Daoudi, ex calciatore marocchino
- 21 febbraio - Angelo Gilardi, ex cestista italiano
- 21 febbraio - Paolo Giuliano, dirigente sportivo italiano
- 21 febbraio - Petri Kokko, ex danzatore su ghiaccio finlandese
- 21 febbraio - Roberto Martínez Celigüeta, ex calciatore spagnolo
- 21 febbraio - Michaela Marzola, ex sciatrice alpina italiana
- 21 febbraio - Alfredo Sorichetti, direttore d'orchestra italiano
- 22 febbraio - Yahya Ayyash, ingegnere militare palestinese († 1996)
- 22 febbraio - Roberto Danovaro, biologo italiano
- 22 febbraio - Rachel Dratch, attrice statunitense
- 22 febbraio - Marcelo Gonçalves, ex calciatore brasiliano
- 22 febbraio - Thorsten Kaye, attore tedesco
- 22 febbraio - Luca Marchegiani, dirigente sportivo e ex calciatore italiano
- 22 febbraio - Santos Montoya Torres, vescovo cattolico spagnolo
- 22 febbraio - Thomas Schäfer, politico tedesco († 2020)
- 22 febbraio - Aiden Shaw, scrittore, modello e ex attore pornografico britannico
- 22 febbraio - Luca Tramontin, ex rugbista a 15 e autore televisivo italiano
- 22 febbraio - Matteo Zanotti, doppiatore italiano
- 23 febbraio - Michael Arata, attore e produttore cinematografico statunitense
- 23 febbraio - Alexandre Borges, attore brasiliano
- 23 febbraio - Enzo Gambaro, allenatore di calcio e ex calciatore italiano
- 23 febbraio - Artur Lekbello, allenatore di calcio e ex calciatore albanese
- 23 febbraio - Andrea Mazzon, allenatore di pallacanestro italiano
- 23 febbraio - Didier Queloz, astronomo svizzero
- 23 febbraio - Paolo Ranno, ex tiratore a segno italiano
- 23 febbraio - Vittorio Rifranti, regista italiano
- 23 febbraio - Eduardo Smith, ex calciatore ecuadoriano
- 23 febbraio - John Stephens, giocatore di football americano statunitense († 2009)
- 24 febbraio - David Diop, scrittore francese
- 24 febbraio - Davide Fontolan, ex calciatore italiano
- 24 febbraio - Sven Köhler, allenatore di calcio e ex calciatore tedesco orientale
- 24 febbraio - Larry James Kulick, vescovo cattolico statunitense
- 24 febbraio - Lil' Troy, rapper statunitense
- 24 febbraio - Alain Mabanckou, scrittore e poeta congolese (Repubblica del Congo)
- 24 febbraio - LaShun McDaniel, ex cestista e allenatore di pallacanestro statunitense
- 24 febbraio - Luca Mercalli, climatologo e divulgatore scientifico italiano
- 24 febbraio - Ben Miller, comico, attore e sceneggiatore britannico
- 24 febbraio - Billy Zane, attore statunitense
- 25 febbraio - Massimo Cassani, scrittore e giornalista italiano
- 25 febbraio - Choe Gyeong-hui, ex cestista sudcoreana
- 25 febbraio - Alexis Denisof, attore statunitense
- 25 febbraio - Marc Emmers, ex calciatore belga
- 25 febbraio - Hugo Guerra, calciatore uruguaiano († 2018)
- 25 febbraio - Samson Kitur, velocista keniota († 2003)
- 25 febbraio - Téa Leoni, attrice statunitense
- 25 febbraio - Lorenzo Leporati, poeta e traduttore italiano († 2024)
- 25 febbraio - Nancy O'Dell, conduttrice televisiva statunitense
- 25 febbraio - Ioana Olteanu, ex canottiera rumena
- 25 febbraio - Orlando, ex calciatore angolano
- 25 febbraio - Paul N.J. Ottosson, montatore e tecnico del suono svedese
- 25 febbraio - Sam Phillips, attrice, modella e produttrice cinematografica statunitense
- 25 febbraio - Tony Plourde, ex schermidore canadese
- 25 febbraio - Kym Ragusa, scrittrice statunitense
- 26 febbraio - Anette Gersch, ex sciatrice alpina tedesca
- 26 febbraio - Jennifer Grant, attrice statunitense
- 26 febbraio - Terry Howard, ex calciatore inglese
- 26 febbraio - Najwa Karam, cantante libanese
- 26 febbraio - Urs Kälin, ex sciatore alpino svizzero
- 26 febbraio - Carlos Navarro Montoya, ex calciatore colombiano
- 26 febbraio - Kenji Suda, ex saltatore con gli sci giapponese
- 26 febbraio - Tina Thörner, copilota di rally svedese
- 27 febbraio - Deidre Holland, ex attrice pornografica olandese
- 27 febbraio - Baltasar Kormákur, attore, regista e sceneggiatore islandese
- 27 febbraio - Donal Logue, attore canadese
- 27 febbraio - Japhet N'Doram, allenatore di calcio e ex calciatore ciadiano
- 27 febbraio - Bill Oakley, sceneggiatore statunitense
- 27 febbraio - Gregg Rainwater, attore e doppiatore statunitense
- 27 febbraio - Saffet Sancaklı, ex calciatore turco
- 28 febbraio - Vincent Askew, ex cestista e allenatore di pallacanestro statunitense
- 28 febbraio - Cristina Carmilla, ex cestista italiana
- 28 febbraio - Fabio Massimo Colasanti, chitarrista, produttore discografico e compositore italiano
- 28 febbraio - Paulo Futre, dirigente sportivo e ex calciatore portoghese
- 28 febbraio - Paul Groves, allenatore di calcio e ex calciatore inglese
- 28 febbraio - Roar Hansen, allenatore di calcio svedese
- 28 febbraio - Iván Jaén, ex cestista panamense
- 28 febbraio - Roman Kosecki, ex calciatore polacco
- 28 febbraio - Néstor Lorenzo, allenatore di calcio e ex calciatore argentino
- 28 febbraio - Philip Reeve, scrittore e illustratore britannico
- 28 febbraio - Robert Rowland, politico britannico († 2021)
- 28 febbraio - Edward Shearmur, compositore britannico
- 28 febbraio - Ickey Woods, ex giocatore di football americano statunitense